# Wiktor Tałalichin
Wiktor Wasiljewicz Tałalichin (ros. Ви́ктор Васи́льевич Талали́хин; ur. 18 września 1918 we wsi Tiepłowka w obwodzie saratowskim, zm. 27 października 1941 w Podolsku) – radziecki lotnik wojskowy, Bohater Związku Radzieckiego (1941).

## Życiorys
Uczył się w szkole średniej w Wolsku, w 1934 wraz z rodziną przeniósł się do Moskwy, gdzie ukończył szkołę fabryczną, później uczył się w aeroklubie. Od grudnia 1937 służył w Armii Czerwonej, skończył wojskową lotniczą szkołę pilotów w Borisoglebsku i w 1938 otrzymał stopień młodszego porucznika, w latach 1939–1940 uczestniczył w wojnie z Finlandią, podczas której wykonał 47 lotów bojowych i strącił osobiście i w grupie 4 samoloty wroga. Od czerwca 1941 walczył w wojnie z Niemcami, w której wykonał ponad 60 lotów bojowych, brał udział w bitwie pod Moskwą. W powietrznej walce w nocy na 7 sierpnia 1941 przy odpieraniu niemieckiego nalotu na Moskwę własnym myśliwcem staranował niemiecki bombowiec, odnosząc ranę ręki, jednak zdołał wyskoczył na spadochronie; jego wyczyn został szeroko nagłośniony przez propagandę ZSRR. Wkrótce został mianowany dowódcą eskadry, brał udział w wielu walkach powietrznych pod Moskwą. Strącił 5 samolotów wroga osobiście i 1 w grupie. Zginął w walce. Został pochowany na Cmentarzu Nowodziewiczym.
W Moskwie i Podolsku zbudowano jego pomniki. Jego imieniem nazwano ulice w Moskwie, Królewcu, Wołgogradzie, Krasnojarsku, Władywostoku, Borisoglebsku i innych miastach, oraz wiele szkół.

## Odznaczenia
- Złota Gwiazda Bohatera Związku Radzieckiego (8 sierpnia 1941)[1]
- Order Lenina (8 sierpnia 1941)
- Order Czerwonego Sztandaru (1941)
- Order Czerwonej Gwiazdy (1940)